# آدریان چورنوماز
آدریان چورنوماز (انگلیسی: Adrián Czornomaz؛ زادهٔ ۳۰ آوریل ۱۹۶۸) بازیکن فوتبال اهل آرژانتین است.
از باشگاه‌هایی که در آن بازی کرده‌است می‌توان به باشگاه اتلتیکو ایندپندینته، باشگاه ورزشی سن لورنسو آلماگرو، باشگاه فوتبال راپید وین، باشگاه فوتبال بانفیلد، باشگاه فوتبال اتلتیکو تیگره، باشگاه فوتبال تیگرس اونال، و باشگاه فوتبال اسپورتینگ کریستال اشاره کرد.